# Arco senil

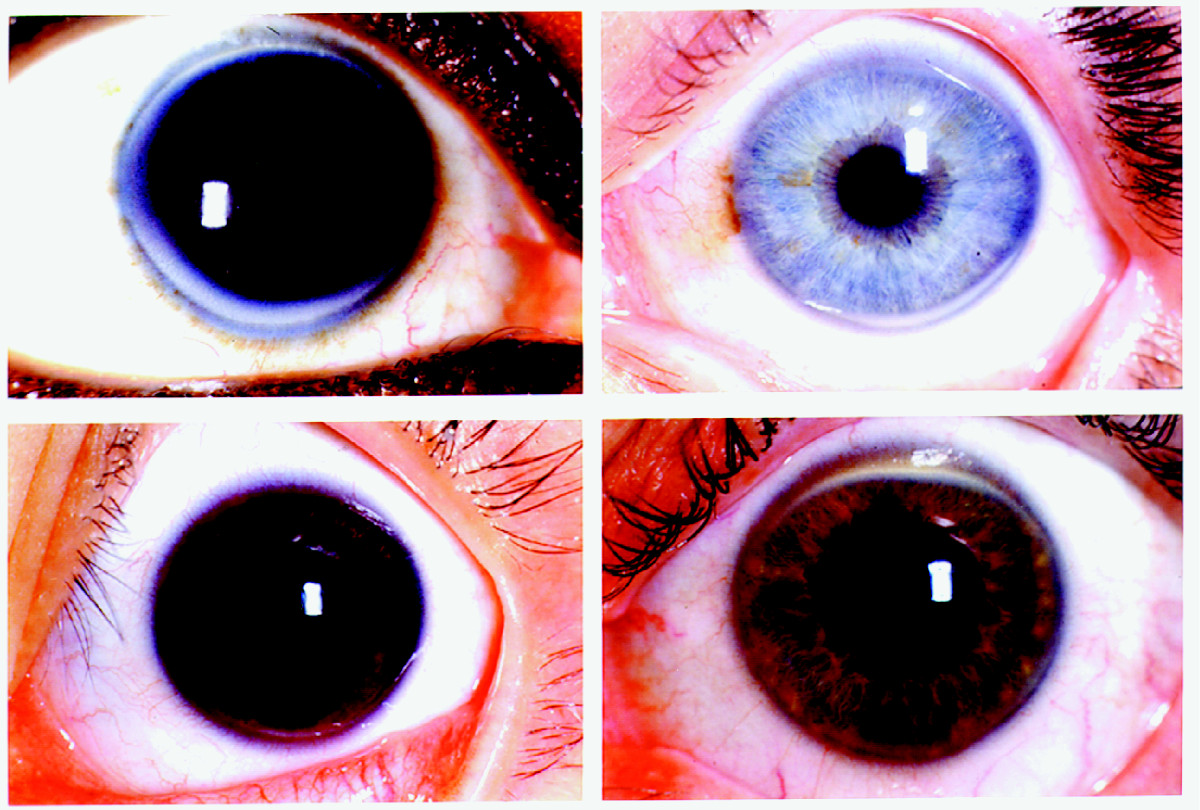

El arco senil, también llamado geróntoxon (en griego ‘arco de viejo’), es una opacidad anular que aparece situada en la periferia corneal, ligeramente separada del limbo esclerocorneal. Surge en la tercera edad y se manifiesta por un color amarillo-grisáceo. Se debe al depósito de sustancias lipoides en el estroma corneal. Con la edad, la frecuencia de esta opacidad progresa, presentándose en el 60% de los pacientes de 40 a 60 años y en casi todos los individuos mayores de 80 años. 
En caso de presentarse en una persona joven o de mediana edad, la enfermedad suele indicar la presencia de una hipercolesterolemia subyacente, generalmente hereditaria.